# برودينسي فولا
برودينسي فولا (بالإسبانية: Pruden Sánchez)‏ المعروف اختصاراً بـ برودين (1 ديسمبر 1916 في إسبانيا - 25 فبراير 1998 بمدريد في إسبانيا) هو لاعب كرة قدم إسباني في مركز الهجوم. لعب مع أتلتيكو مدريد وريال سرقسطة وريال مدريد كاستيا وريال مدريد ونادي سالامانكا.